# Bernhard II. (Werl)
Bernhard II. (* um 1010; † um 1070) war Graf von Werl, Graf in Friesland, Vogt von Soest, Paderborn, Werden und Liesborn.

## Familie
Bernhard war der jüngere Sohn des Grafen Hermann II. von Werl aus dessen zweiter Ehe mit Godila von Rothenburg. Seine Brüder waren Heinrich, Konrad und Adalbert. Zusammen mit den Brüdern ist er 1024 beim Hoftag in Herzfeld erstmals bezeugt. Er war weitläufig mit dem salischen Kaiserhaus als Stiefneffe der Kaiserin Gisela und Cousin von Kaiser Heinrich III. verwandt. Er selbst war möglicherweise zweimal verheiratet. Die Namen der Frauen sind nicht bekannt.

## Leben
Als jüngster Sohn folgte Bernhard seinem Bruder Heinrich nach dessen Tod nach. In der Mitte des 11. Jahrhunderts hat er noch einmal die verschiedenen Herrschaftsrechte der Familie zusammengeführt. Bernhard konnte die Vogteirechte über Soest, Paderborn, Werden und Liesborn bewahren. Daneben hatte er verschiedene Grafenrechte inne. Dazu zählte eine friesische Grafschaft östlich der Mündung der Ems. Im Bistum Osnabrück taucht er als Graf in den Quellen in den Jahren 1054 und 1076 auf. Ebenso wird er als Graf im Dreingau im Ostmünsterland 1059 bezeugt. Seit Mitte des Jahrhunderts gibt es Belege für Grafenrechte im Lochtropgau im Sauerland. Außerdem hatte er Grafenrechte am Hellweg. Beim Hoftag in Dortmund 1051 entschied Heinrich III., dass Bernhard zukünftig nicht mehr die Leute des Bischofs von Osnabrück vor dem Grafengericht laden durfte. Im Jahr 1063 nahm Bernhard vermutlich am Hoftag in Mainz und dem anschließenden Feldzug in Ungarn teil. Nach dem Sieg war er 1064 am königlichen Hof anwesend. Die Grafschaft im Emsland hat er in dieser Zeit an Adalbert von Bremen offiziell abgetreten. Da der Bischof offenbar die zugesagte finanzielle Gegenleistung schuldig blieb, hat Bernhard an seinem Besitz festgehalten. Ein Graf oder Präfekt Gottschalk von Zutphen, den der Bischof mit der Verwaltung des Gebiets beauftragt hatte, wurde in diesem Zusammenhang getötet. Die sehr einträgliche Grafschaft mit Emden, Leer und Aschendorf konnten die Grafen von Werl bis 1096 wohl behaupten.
Auf Grund fehlender Quellen bleibt die Rolle Bernhards in der Reichspolitik etwas unklar. Unklar ist auch, ob Bernhard sich nach der weitgehenden Entmachtung Adalberts an einer Adelsfronde gegen den Bischof von Bremen beteiligte, um diesen zum Verzicht auf Rechte und Territorien zu zwingen. Es wird zwar ein Graf Bernhard in einem Brief erwähnt, aber ansonsten ist er nur bis 1066 sicher belegt.
Bernhard hatte drei Söhne. Sein Sohn Heinrich wurde Bischof von Paderborn. Das Grafenamt und die Vogteirechte fielen an Konrad II. Ein dritter Sohn war Liupold, der unter anderem den Stammsitz Werl als Erbe erhielt. Fälschlicherweise als Sohn wurde Hermann angesehen.